# I ragazzi della 402
I ragazzi della 402 (The Kids from Room 402) è una serie televisiva animata canadese e statunitense del 1999, creata da Betty Paraskevas e Michael Paraskevas.
La serie è stata trasmessa per la prima volta negli Stati Uniti su Fox Family Channel dal 9 ottobre 1999 e in Canada su Teletoon dal 29 agosto 2000 al 29 novembre 2001, per un totale di 52 episodi ripartiti su due stagioni. In Italia è stata trasmessa su Fox Kids da febbraio 2003.

## Trama
La serie è incentrata principalmente su un gruppo di studenti delle scuole elementari. La signorina Graves, la loro insegnante, viene solitamente mostrata come interlocutrice nei problemi e nelle ingiustizie che vengono inflitte agli studenti, siano essi dilemmi interni o esterni. Ogni episodio di solito termina con una morale motivata o una lezione derivante da tali situazioni.

## Episodi
| Stagione         | Episodi | Prima TV USA | Prima TV Italia |
| ---------------- | ------- | ------------ | --------------- |
| Prima stagione   | 22      | 2000         | 2003            |
| Seconda stagione | 30      | 2000-2001    | 2003            |